# Una usta
Una usta är en fjärilsart som beskrevs av William Lucas Distant 1886. Una usta ingår i släktet Una och familjen juvelvingar. IUCN kategoriserar arten globalt som livskraftig. Inga underarter finns listade i Catalogue of Life.

## Bildgalleri

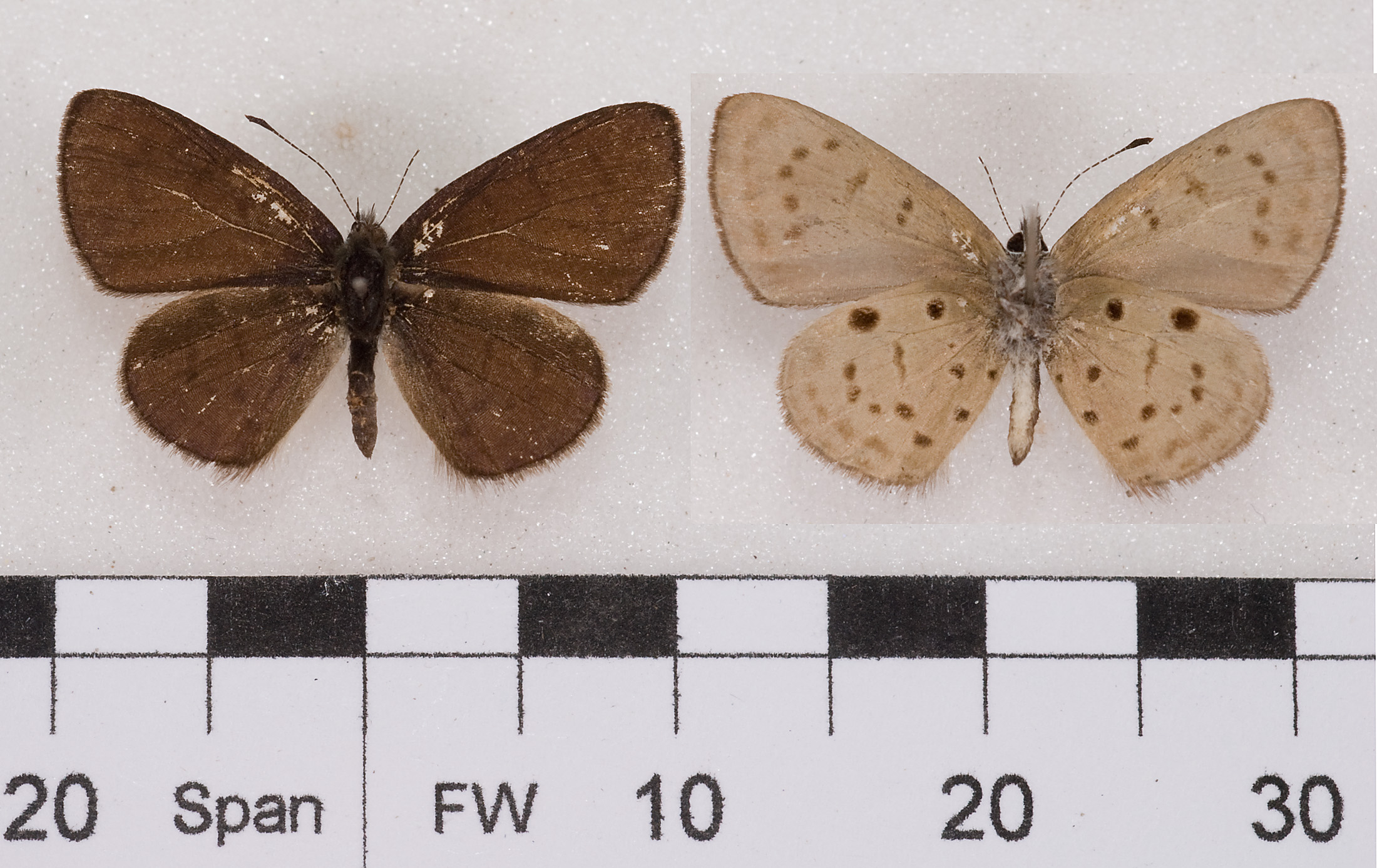